# 1991年世界陸上競技選手権大会アイスランド選手団
1991年世界陸上競技選手権大会アイスランド選手団は、1991年8月23日から9月1日まで日本の東京で開催された第3回世界陸上競技選手権大会のアイスランド選手団。

## 選手団
- 人員: 選手 8人

## 選手名簿・結果
| 選手                           | 種目       | 予選       | 予選        | 決勝     | 決勝     |
| 選手                           | 種目       | 結果       | 順位        | 結果     | 順位     |
| ------------------------------ | ---------- | ---------- | ----------- | -------- | -------- |
| ペトゥル・グズムンソン         | 男子砲丸投 | 18.51m     | 15位        | 予選敗退 | 予選敗退 |
| ヴェステイン・ハフステインソン | 男子円盤投 | 60.12m     | 19位        | 予選敗退 | 予選敗退 |
| シグルズル・エイナルソン       | 男子やり投 | 80.60m     | 9位         | 83.46m   | 6位      |
| シグルズル・マハティヤソン     | 男子やり投 | 76.02m     | 21位        | 予選敗退 | 予選敗退 |
| エイナル・ヴィルヒャウルムソン | 男子やり投 | 80.10m     | 10位        | 77.28m   | 9位      |
| マルサ・エルンストドッティル   | 女子10000m | 33分10秒93 | 37位 (21着) | 予選敗退 | 予選敗退 |
| ソウルディス・ギスラドッティル | 女子走高跳 | 1.79m      | 24位        | 予選敗退 | 予選敗退 |
| イリス・グロンフェルト         | 女子やり投 | 53.92m     | 25位        | 予選敗退 | 予選敗退 |